# (273) Atropos
(273) Atropos ist ein Asteroid des inneren Hauptgürtels, der am 8. März 1888 vom österreichischen Astronomen Johann Palisa an der Universitätssternwarte Wien entdeckt wurde.
Der Asteroid wurde benannt nach Atropos, einer der drei Schicksalsgöttinnen (Moiren) der griechischen Mythologie. Die anderen sind Klotho und Lachesis. Atropos trägt die Schere und schneidet den Lebensfaden durch. Die Benennung erfolgte durch die Berliner Astronomen. Die Beilage zum astronomischen Kalender 1889, S. 86 stellt einen Zusammenhang zwischen der Wahl dieses besonderen Namens und dem Tod des deutschen Kaisers Wilhelm I. her: „Der Planet wurde am 8. März, wenige Stunden vor dem Hinscheiden Kaiser Wilhelm I., aufgefunden und in Folge dessen von den Berliner Astronomen für ihn sehr sinnig der Name der Parze Atropos gewählt.“
Aufgrund der Bahneigenschaften wird (273) Atropos zur Phocaea-Familie gezählt.

## Wissenschaftliche Auswertung
Aus Ergebnissen der IRAS Minor Planet Survey (IMPS) wurden 1992 Angaben zu Durchmesser und Albedo für zahlreiche Asteroiden abgeleitet, darunter auch (273) Atropos, für die damals Werte von 29,3 km bzw. 0,16 erhalten wurden. Eine Auswertung von Beobachtungen durch das Projekt NEOWISE im nahen Infrarot führte 2011 zu vorläufigen Werten für den Durchmesser und die Albedo im sichtbaren Bereich von 34,0 km bzw. 0,12. Nach neuen Messungen mit NEOWISE wurden die Werte 2014 auf 29,8 km bzw. 0,21 korrigiert. Nach der Reaktivierung von NEOWISE im Jahr 2013 und Registrierung neuer Daten wurden die Werte 2015 zunächst mit 28,2 km bzw. 0,16 angegeben und dann 2016 korrigiert zu 26,3 oder 28,3 km bzw. 0,14 oder 0,13, diese Angaben beinhalten aber alle hohe Unsicherheiten.
Eine spektroskopische Untersuchung von 820 Asteroiden zwischen November 1996 und September 2001 am La-Silla-Observatorium in Chile ergab für (273) Atropos eine taxonomische Klassifizierung als K- bzw. Xk-Typ.
Photometrische Messungen des Asteroiden fanden erstmals statt vom 28. April bis 9. Mai 2007 am Palmer Divide Observatory in Colorado. Obwohl die gemessene Lichtkurve nur einen Ausschnitt aus der ganzen Periode darstellte, ließ sich daraus eine Rotationsperiode von 23,852 h ableiten.
Bei Asteroiden mit Rotationsperioden von ungefähr einem halb- oder ganzzahligen Erdtag kann an einem Observatorium oft nur eine unvollständige Lichtkurve aufgenommen werden, da in jeder Nacht immer wieder derselbe Abschnitt der Lichtkurve erfasst wird. Daher wurde in einer koordinierten Zusammenarbeit über einen längeren Zeitraum zwischen sieben Observatorien in den Vereinigten Staaten, Uruguay, Italien, Georgien, Ukraine, Russland und Australien während 24 Nächten vom 30. September bis 24. Dezember 2012 eine sehr detaillierte Lichtkurve aufgezeichnet, aus der eine Rotationsperiode von 23,924 h sicher bestimmt werden konnte.
Aus archivierten Daten des Asteroid Terrestrial-impact Last Alert System (ATLAS) aus dem Zeitraum 2015 bis 2018 wurden in einer Untersuchung von 2020 mit der Methode der konvexen Inversion für ein dreidimensionales Gestaltmodell des Asteroiden eine Position für die Rotationsachse mit einer retrograden Rotation sowie eine Periode von 23,9278 h bestimmt.
Zwischen 2012 und 2018 wurden mit der All-Sky Automated Survey for Supernovae (ASAS-SN) auch photometrische Daten von 20.000 Asteroiden aufgezeichnet. Auf mehr als 5000 davon konnte erfolgreich die Methode der konvexen Inversion angewendet werden, darunter auch (273) Atropos, für die in einer Untersuchung von 2021 ein verbessertes dreidimensionales Gestaltmodell für eine Rotationsachse mit retrograder Rotation und einer Periode von 23,928 h berechnet wurde.
Aus den Daten von ATLAS konnte in einer Untersuchung von 2022 mit der Methode der konvexen Inversion noch einmal eine Rotationsperiode von 23,928 h bestimmt werden. Im Jahr 2023 wurde aus photometrischen Messungen von Gaia DR3 erneut ein dreidimensionales Gestaltmodell des Asteroiden für eine Rotationsachse mit retrograder Rotation und einer Periode von 23,928 h berechnet.